# Palais des Postes et Télégraphes (Bergame)
Le Palais des Postes et Télégraphes de Bergame est un bâtiment de 1932 situé dans la Ville basse.

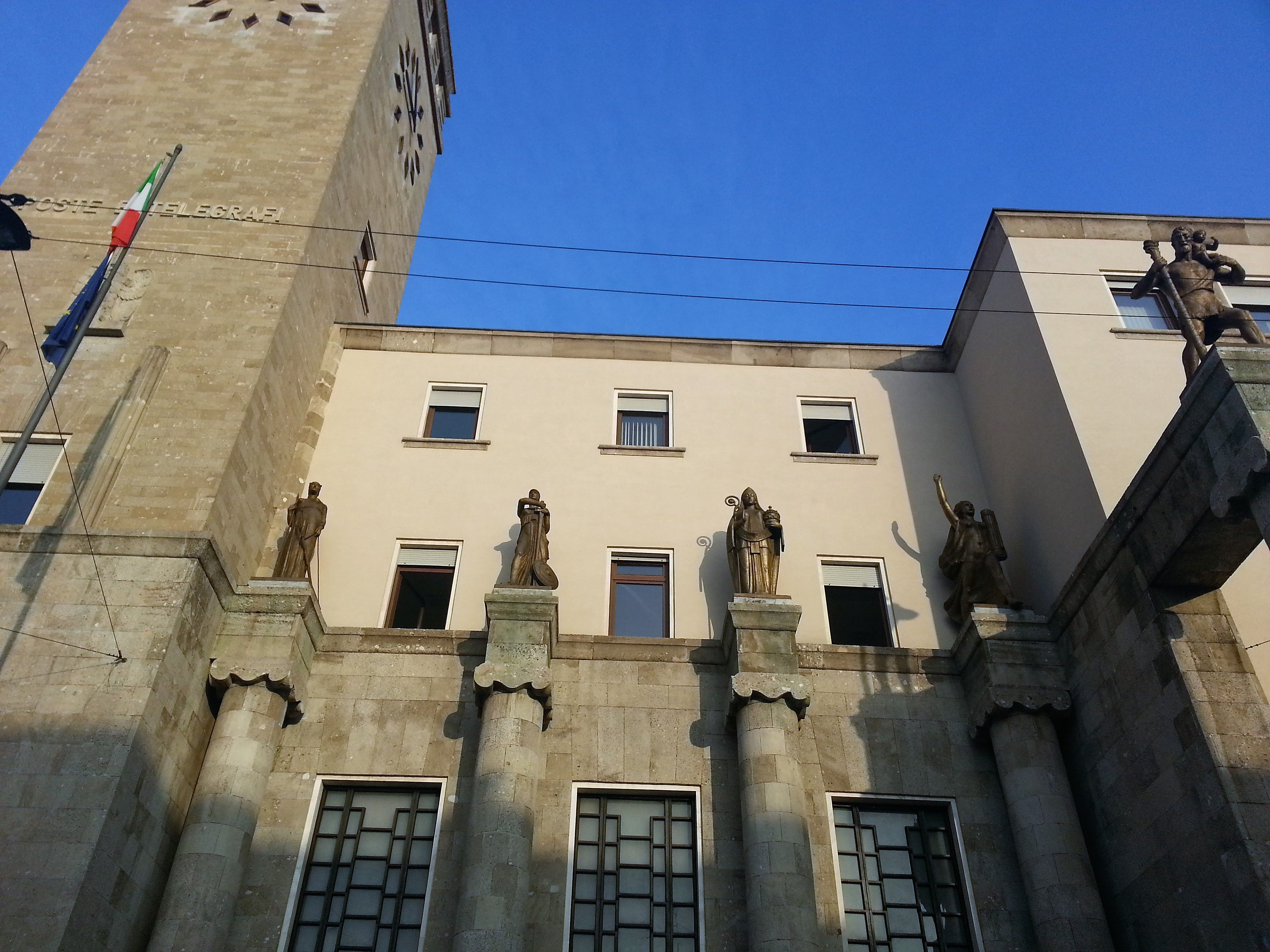
Bureau de poste de Bergame.

## Histoire
Conçu par Angiolo Mazzoni en 1929, il a été achevé et inauguré le 31 octobre 1932 lors du réaménagement urbain et architectural de la zone proche de l'ancienne foire de la ville conçue par Marcello Piacentini.

## Description
Le bâtiment, malgré ses lignes sobres, est imposant, avec sa grande tour de l'Horloge. Deux des quatre statues adossées à la façade au-dessus du bassin, revêtue de mosaïque avec une sculpture en bronze représentant un dauphin, sont l'œuvre du sculpteur Nino Galizzi, la statue de San Crisfotoro est l'œuvre de Francesco Minotti, et les sujets représentant l'Italie catholique et fasciste sont de Giovanni Manzoni.
À l'intérieur du bâtiment se trouvent deux toiles de Mario Sironi : Travail en ville et Travail aux champs. Il fut critiqué pour ses riches décorations (lampes en verre soufflé, portes avec cadres en bois et en albâtre et mobilier de Venini) mais loué pour sa taille et son architecture avant-gardiste.

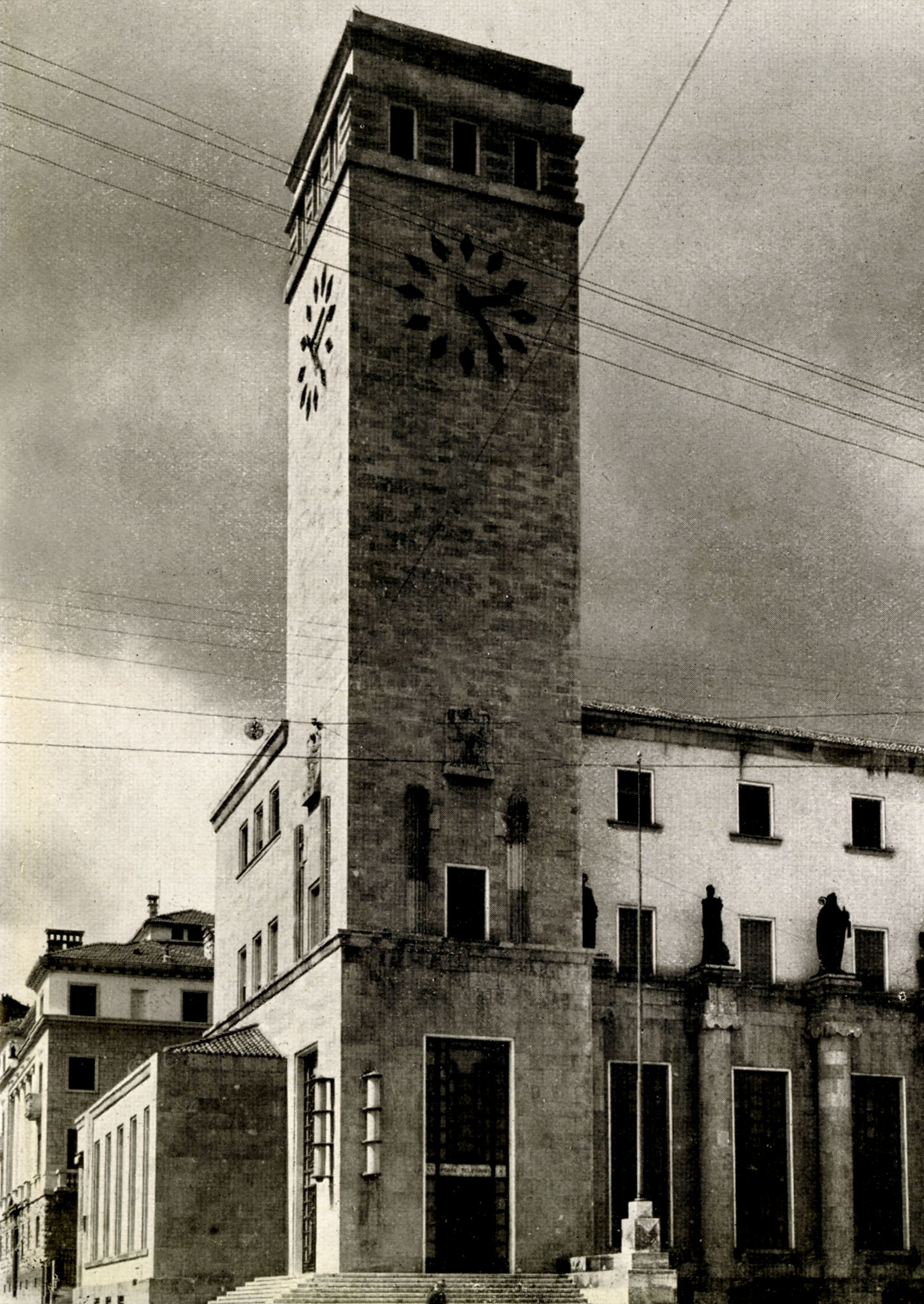
Le bâtiment de la Poste sur une photo de 1935.